# Suzuki GSX-R 1000
Die Suzuki GSX-R 1000 ist ein Motorrad von Suzuki, das im Jahr 2000 als Modell 2001 eingeführt wurde. In Europa offeriert Suzuki die GSX-R 1000 seit 2022 nicht mehr.

## Geschichte
Die ursprüngliche GSX-R 1000 erbringt 118 kW (160 PS) aus 988 cm³ Hubraum und wiegt vollgetankt nur etwa 198 kg.
2002 wurde zum Vorjahr neben den Farben eine bessere Beschichtung der Gabel eingeführt, da sich bei den K1-Modellen diese bei vielen Maschinen mit der Zeit abrieb.
Bei Suzuki ist es üblich, dass alle zwei Jahre neue Modelle ihrer Sportmaschinen eingeführt werden. So kann man sagen, dass alle ungeraden Zahlen der „K“-Modelle Neuerscheinungen sind und die geraden „K“-Zahlen lediglich kleine Veränderungen und neue Farben haben.
Bereits 2003 wurde das Modell GSX-R 1000 „K3“ eingeführt. Neben völlig neuem Design, Rahmen und Fahrwerk leistet ihr Motor 121 kW (164 PS); ihr Gewicht ist um ein Kilogramm auf vollgetankt 200 kg gesenkt. Wichtige Neuerung war auch ein ungeregelter Katalysator und die Radialbremsanlage vorne mit nur 300 mm großen Bremsscheiben.

## Technik (Modell 2005/2006)
Suzuki setzte auch bei der GSX-R 1000 K5/K6 von jeher auf das bewährte Motorenkonzept: einen flüssigkeitsgekühlten Reihenvierzylinder-Motor mit zwei obenliegenden Nockenwellen und je vier Titan-Ventilen pro Zylinder. Sie haben eine elektronische Mehrpunktsaugrohreinspritzung.
Das Fahrwerk besteht aus einem Aluminium-Brückenrahmen, einer voll einstellbaren, Carbonnitrid-beschichteten 43-mm-Upside-Down-Gabel und einer massiven Aluminium-Zweiarmschwinge mit einem indirekt angelenkten, komplett einstellbaren Zentral-Federbein. Ein serienmäßiger Lenkungsdämpfer unterdrückt Lenkerschlagen („Kick Back“) wirkungsvoll, eine Anti-Hopping-Kupplung („Slipper Clutch“) verhindert ein stempelndes Hinterrad, wenn beim Anbremsen hart heruntergeschaltet wird. Die Auspuffanlage bestand erstmals vollständig aus Titan.
Die GSX-R 1000 verfügt über eine leistungsfähige Bremsanlage mit vorn zwei 310-mm-Bremsscheiben, radial verschraubten 4-Kolben-Festsätteln von Tokico und einer fein dosierbaren Radialbremspumpe.
Bei der K5/K6 gab es einen Rückruf wegen Rahmenbruchs. Zur Abhilfe des Problems wird dabei durch eine Werkstatt eine Verstärkung auf den Rahmen geklebt. Erst die K9 (Modelljahr 2009) verfügt über einen völlig neu-konstruierten Rahmen.

## Rennsport
Seit 2004 ist die GSX-R 1000 Suzukis Homologationsmodell für die Superbike-Weltmeisterschaft und löste damit die bis dato aus Reglementgründen verwendete GSX-R 750 ab. Rennadaptierte Versionen der GSX-R 1000 starten auch in der Stocksport-Klasse sowie bei Langstreckenrennen diverser Rennserien.
2005 konnte Troy Corser mit dem Suzuki-Werksteam auf der GSX-R 1000 den Weltmeistertitel der FIM-Superbike-Weltmeisterschaft erringen.
2007 bis 2009 fuhr Max Neukirchner für Suzuki die GSX-R 1000 in der Superbike-WM.

## Sonstiges
Im deutschsprachigen Raum ist die Suzuki GSX-R 1000 auch unter der Bezeichnung Gixxer oder Kilogixxer bekannt. Des Weiteren ist sie in Videos des schwedischen Ghost Riders, sowie des deutschen Turboriders zu sehen.
Die einzelnen Modelle werden meist nur unter einem Kürzel geführt, hier steht der Buchstabe für die Dekade (2001–2009 = K, 2010–2019 = L) und die Zahl beziffert das Baujahr des Motorrads (2001 = 1, 2005 = 5 usw.), dieser Werkscode wird an vielen Suzuki-Motorradmodellen angewandt.

## Bilder

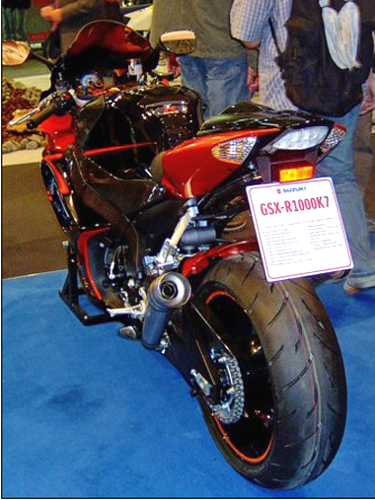
Suzuki GSX-R 1000 K7 (Umbau)
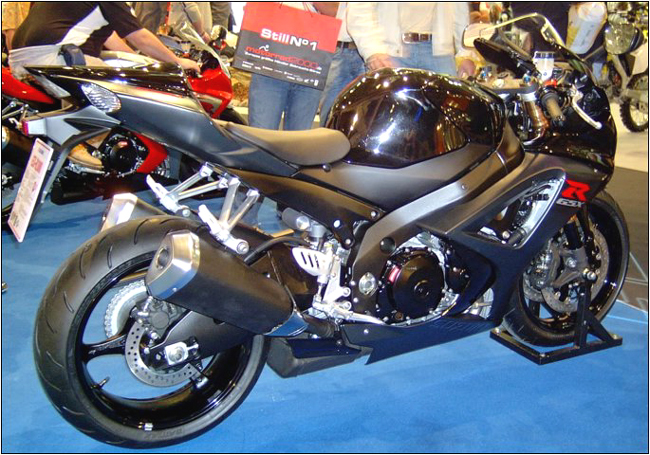
Suzuki GSX-R 1000 K7